# Немецкое математическое общество
Немецкое математическое общество (нем. Deutsche Mathematiker-Vereinigung, сокращённо: DMV) — профессиональное объединение математиков Германии. Основано 18 сентября 1890 года усилиями Георга Кантора и других математиков. Кантор стал первым президентом Общества. Объявленная цель организации: поддержка научных исследований, обучения и применения математических наук. Общество сыграло главную роль в организации Первого Международного конгресса математиков (1897 год).
В честь основателя Общество учредило медаль Кантора (вручается с 1990 года), совместно с Международным конгрессом математиков участвует в присуждении премии Гаусса. Общество представляет интересы Германии в Европейском математическом обществе (EMS) и Международном математическом союзе (IMU), через последнего входит в Международный совет по науке. На 2009 год в Обществе состояло около 5000 членов. Ежегодно проводятся конференции с участием ведущих математиков страны. Печатный орган: «Известия Немецкого математического общества» (Mitteilungen der Deutschen Mathematiker-Vereinigung), выходит ежеквартально.
Штаб-квартира организации находится в Тюбингене, а офис — в Берлине. Президент Общества в настоящее время: Христиан Бэр (Christian Bär).